# Cercomantispa nigricornis
Cercomantispa nigricornis is een insect uit de familie van de Mantispidae, die tot de orde netvleugeligen (Neuroptera) behoort. 
Cercomantispa nigricornis is voor het eerst wetenschappelijk beschreven door Navás in 1926.